# Г (слово ћирилице)
Г г (Г&nbsp;г; искошено: ) је ћириличко слово, еквивалент латиничном слову G и грчком слову гама (Γ γ).

## Историја
Слово ⟨Г⟩ је настало од грчког слова гама (Γ γ), али је мало слово само мањи облик великог, за разлику од грчког гама.
У старословенској азбуци име слова било је глаголи, што је на тадашњем језику значило »причати«.
У ћириличком бројевном систему, слово ⟨г⟩ је имало вредност броја 3.

## Употреба
Налази се на четвртом месту код свих језика који употребљавају ћирилицу и најчешће представља звучни веларни плозив, .

### Јужнословенски језици
У књижевном српском, бугарском и македонском, такође представља звук. Понекад, као последица брзог говора, у српском језику слово ⟨г⟩ се изговори као /ɣ/, /ɦ/ или пак /k/.

### Руски језик
Слово ⟨г⟩ у књижевном руском језику представља, сем када је обезвучено, па пређе у /k/ на крају речи или пре безвучног сугласника, и представља /ɡʲ/ пред предњонепчаним сугласником. У јужном руском дијалекту, тај глас се изговара као /ɣ/, и понекад као /ɦ/ у местима близу границе са Украјином и Белорусијом.
Прихватљиво је изговарати ⟨г⟩ у неким руским речима као /ɣ/ (које се понекад назива и »украјинско г«): Бог, богатый, благо, Господь, али не слажу се с тим сви. Тај звук се углавном сматра нестандардним и дијалектским у руском, и већина образованијих Руса га избегава. Реч »« се у номинативу увек изговара као /box/.
У генитивским наставцима -ого, -его, ⟨г⟩ представља /v/, као и у речи сегодня (»данас«, од двају речи: сего и дня).
У речима мягкий и лёгкий се ⟨г⟩ изговара као /x/ испред слова ⟨⟩.
На почетку речи европског порекла где би се очекивало ⟨х⟩, ставља се ⟨г⟩ из историјских разлога, нпр., реч херој: енгл. hero → рус. герой.

### Украјински
У украјинском језику, слово ⟨г⟩ представља /ɦ/.
И у украјинском, глас /ɡ/ је присутан само у посуђеницама и записује се словом ⟨Г⟩ са квачицом (Ґ ґ).
И у украјинском и у белоруском, ⟨г⟩ се зове »хе« и транскрибује се као ⟨х⟩.

### Белоруски
У белоруском, ово слово се изговара као /ɣ/ или као нешто мекше /ɣʲ/.
Као и у украјинском, и у белоруском је /ɡ/ присутно само у посуђеницама, али записује се као диграф ⟨кг⟩.
И у белоруском и у украјинском, ⟨г⟩ се зове »хе« и транскрибује се као ⟨х⟩.

### Несловенски језици
У великом броју несловенских језика који се пишу ћирилицом, ⟨г⟩ може представљати и /g/ и /ʁ~ɣ/ (с тиме да се други пример употребљава углавном у турским језицима и угрофинским језицима).

## Слична и сродна слова
- Γ γ: грчко слово Гама
- : латиничко слово
- Ґ ґ: ћириличко слово
- Ѓ ѓ: ћириличко слово
- Ғ ғ: ћириличко слово
- ₴: украјинска гривна (ознака за валуту)

## Рачунарско кодирање карактера
| Знак                      | Г                           | Г                           | г                         | г                         |
| ------------------------- | --------------------------- | --------------------------- | ------------------------- | ------------------------- |
| Назив у Уникоду           | CYRILLIC CAPITAL LETTER GHE | CYRILLIC CAPITAL LETTER GHE | CYRILLIC SMALL LETTER GHE | CYRILLIC SMALL LETTER GHE |
| Врста кодирања            | децимална                   | хексадецимална              | децимална                 | хексадецимална            |
| Уникод                    | 1043                        | U+0413                      | 1075                      | U+0433                    |
| UTF-8                     | 208 147                     | D0 93                       | 208 179                   | D0 B3                     |
| Нумеричка референца знака | &#1043;                     | &#x413;                     | &#1075;                   | &#x433;                   |
| KOI8-R and KOI8-U         | 231                         | E7                          | 199                       | C7                        |
| CP 855                    | 173                         | AD                          | 172                       | AC                        |
| Windows-1251              | 195                         | C3                          | 227                       | E3                        |
| ISO-8859-5                | 179                         | B3                          | 211                       | D3                        |
| Mac Cyrillic              | 131                         | 83                          | 227                       | E3                        |